# Costantino Rocca
Costantino Rocca (Bergamo, 4 december 1956) is een Italiaanse golfprofessional.
Rocca won in 1978 het nationale caddie kampioenschap. Hij werd op zijn 24e professional (1981). Datzelfde jaar trouwde hij met Antonella. Ze kregen samen dochter Chiara (1985) en zoon Francesco (1991).
In 1995 komt hij op het 124ste Britse Open op St Andrews Links in de play-off doordat hij een put maakt van bijna twintig meter. Hij speelt vier holes tegen John Daly, die uiteindelijk wint.

In 1999 wint hij het North West of Ireland Open, dit toernooi maakt voor het eerst deel uit van de Europese Tour. 

In 2001 krijgt hij in Noordwijk last van zijn linkerpols, terwijl hij ballen slaat op de drivingrange. Hij gaat naar het Scandanavian Masters, maar de week daarop trekt hij zich terug uit het Italiaans Open op Is Molas in Sardinië.
Zijn beste eindpositie op de Europese Order of Merit was een vierde plaats in 1995. Hij verdiende toen ruim € 500.000,=. Hij speelt nu op de Europese Senior Tour.

## Gewonnen

### Nationaal
- 1984: Omnium
- 1985: Enichem Open, Omnium
- 1986: Omnium, Pinetina Open
- 1987: Omnium, Index Open
- 1988: Omnium
- 1989: Index Open, Italian Native, Omnium, Italiaans PGA Kampioenschap

### Challenge Tour
- 1988: Rolex Pro-Am in Genève

### Europese Tour
Via het spelen op de Challenge Tour komt Rocca op de Europese Tour terecht. Daar wint hij:
- 1993: Open V33 Du Grand Lyon, 77e Peugeot French Open op Le Golf National
- 1996: 41e Volvo PGA Championship op Wentworth
- 1997: 63e Canon European Masters in Crans-Montana
- 1999: North West of Ireland Open op de Galway Bay Golf & Country Club

### Seniors Tour
Sinds 2007 speelt hij op de European Seniors Tour. De eerste wedstrijd is het Italiaanse Seniors Open. Twee weken later wint hij het elfde Ierse Senior Open. Ook de laatste wedstrijd van het jaar, het achtste Seniors Tour Kampioenschap op de Buckinghamshire Golf Club, wint hij.
- 2007: Iers Senior Open, Seniors Tour Kampioenschap

## Teams
Rocca is de enige Italiaan die ooit in het Europese team van de Ryder Cup (1993, 1995) speelde. Hij vertegenwoordigde zijn land in de volgende team-wedstrijden:
- Alfred Dunhill Cup: 1986, 1987, 1989, 1991, 1992
- World Cup: 1988, 1990, 1991, 1992, 1993, 1994
- Hennessy Cognac Cup: 1984
- Europcar Cup: 1988